# Bredfotad gallblomfluga
Bredfotad gallblomfluga (Heringia latitarsis) är en tvåvingeart som först beskrevs av Johann Egger 1865.
Bredfotad gallblomfluga ingår i släktet gallblomflugor och familjen blomflugor. Arten är reproducerande i Sverige. Inga underarter finns listade i Catalogue of Life.